# La Chapelle-Vicomtesse
La Chapelle-Vicomtesse – miejscowość i gmina we Francji, w Regionie Centralnym, w departamencie Loir-et-Cher.
Według danych na rok 1990 gminę zamieszkiwały 174 osoby, a gęstość zaludnienia wynosiła 12 osób/km² (wśród 1842 gmin Regionu Centralnego La Chapelle-Vicomtesse plasuje się na 964. miejscu pod względem liczby ludności, natomiast pod względem powierzchni na miejscu 905.).